# Îles Berry
Pour les articles homonymes, voir Berry (homonymie).
Les îles Berry sont un groupe d'îles et un district des Bahamas. Les îles Berry se composent d'une trentaine d'îles et de plus de cent îlots ou cayes. L'archipel s'étend du nord au sud sur 44 kilomètres. L'île principale est distante de 95 kilomètres nord-nord-ouest de Nassau.
Environ 700 personnes vivent de façon permanente sur cet archipel, principalement sur l'île de Great Harbor Cay, la plus grande et la plus septentrionale. Néanmoins, de nombreux visiteurs saisonniers y ont établi leur résidence secondaire. Ceux-ci sont réputés être très riches, et nombre d'entre eux possèdent des îlots privés.
La première installation sur ces îles remonte à 1836, quand le gouverneur George Colebrooke et un groupe d'esclaves libérés s'y établirent.

## Principales îles

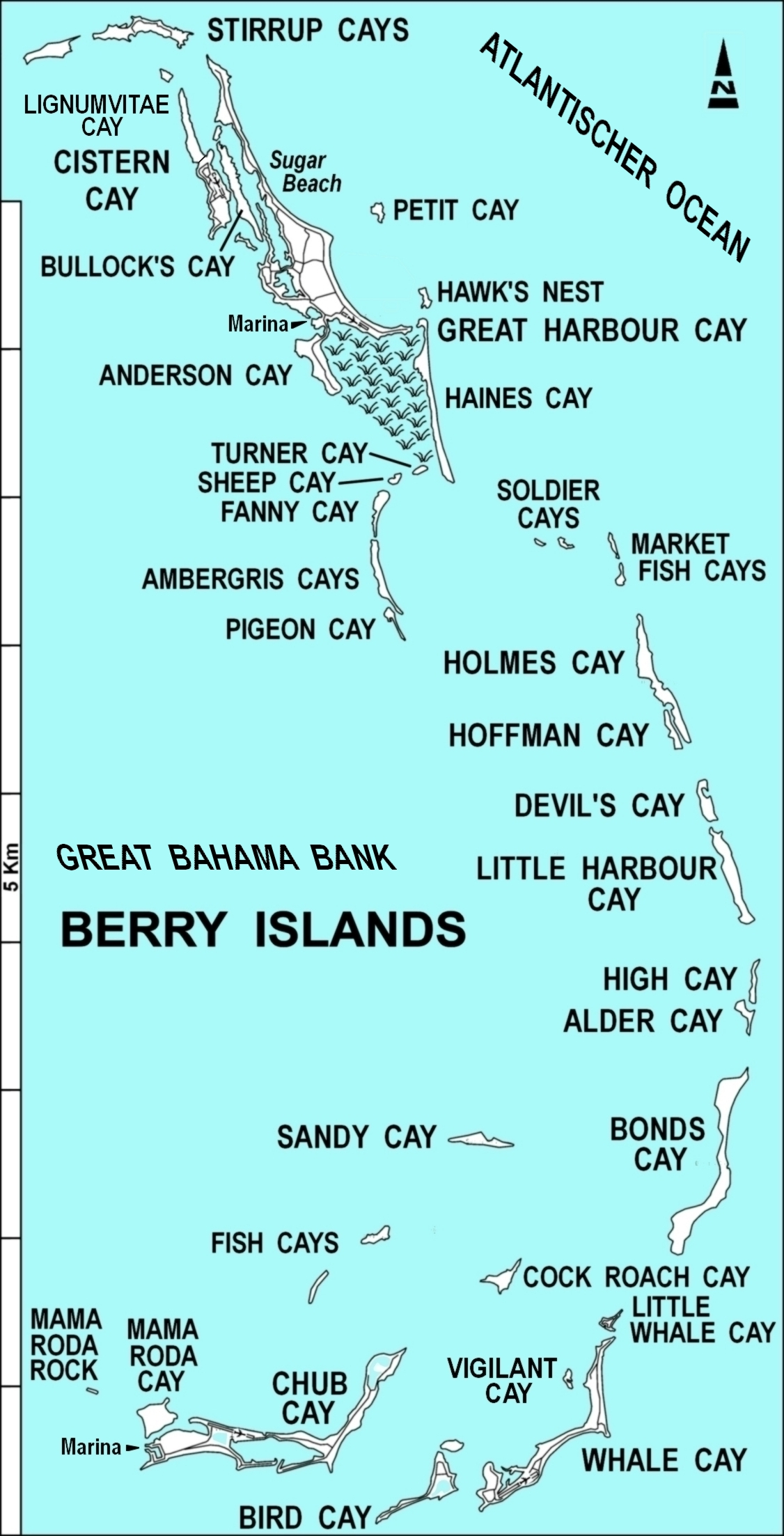
Îles Berry

- Great Harbor Cay est la plus grande île de l'archipel, elle est située au nord de celui-ci. C'est une île de 15 km de long et de 2,5 km de large en moyenne.
- Chub Cay, la deuxième île par sa taille, se trouve au sud de l'archipel. C'est la capitale du « poisson à bec », le marlin, aux Bahamas.
- Whale Cay

Quelques îles privées appartiennent à des croisiéristes, pour la distraction de leur clientèle :
- Little Stirrup Cay (Coco Cay) appartient au Royal Caribbean Cruise Line.
- Great Stirrup Cay appartient à la Norwegian Cruise Line.

## District
Berry Islands est l'un des 32 districts des Bahamas. Il porte le numéro 2 sur la carte.